# Чон Хосок
Чон Хосок (кор. 정호석; англ. Jung Ho-seok, нар. 18 лютого 1994), більше відомий під сценічним ім'ям Джей-Хоуп (англ. J-Hope) — південнокорейський репер, автор пісень, танцюрист та продюсер. У 2013 році дебютував у складі південнокорейського гурту BTS під керівництвом компанії «Біґ Хіт» (англ. «Big Hit»). За даними Корейської асоціації музичних авторських прав (KOMCA) на його ім'я зареєстровано 104 пісні: 95 — у складі BTS, 8 — з соло-мікстейпу та 1 у співавторстві з Чо Квоном з гурту «2AM».

## Ім'я
Сценічне ім'я Джей-Хоуп (кор. 제이홉) походить із бажання представляти надію для своїх фанатів, так само як бути «надією для BTS». Також це посилання на міф про скриньку Пандори: коли після її відкриття все зло, що знаходилося всередині, вивільнилося у світ, єдиною річчю, що залишилася, була надія.

## Кар'єра

### 1994—2012: Раннє життя та освіта
Чон Хосок народився 18 лютого 1994 року у місті Кванджу в Південній Кореї, де жив зі своїми батьками та старшою сестрою. До дебюту з BTS входив до складу андеграундного танцювального гурту «Neuron», брав уроки танців у музичній академії міста Кванджу і був відносно добре відомим за свої танцювальні навички. Вигравав різноманітні місцеві змагання та зайняв перше місце в національному конкурсі з танців у 2008 році. Його танцювальні здібності зрештою призвели до зацікавленості співом, через що він пішов на прослуховування. Будучи трейні Хосок знявся у ролі репера в кліпі на пісню Чо Квона «Animal», що була випущена у 2012 році.

### 2013— до сьогодні: BTS
13 червня 2013 року Хосок дебютував у складі гурту BTS у музичній передачі M Countdown корейського каналу Mnet з піснею «No More Dream» з їхнього дебютного альбому «2 Cool 4 Skool». Він був третім мембером, що приєднався до гурту як трейні, після Намджуна та Юнґі. З того часу Хосок бере участь у процесі створення кожного альбому з дискографії BTS.

### 2018— до сьогодні: сольні проекти

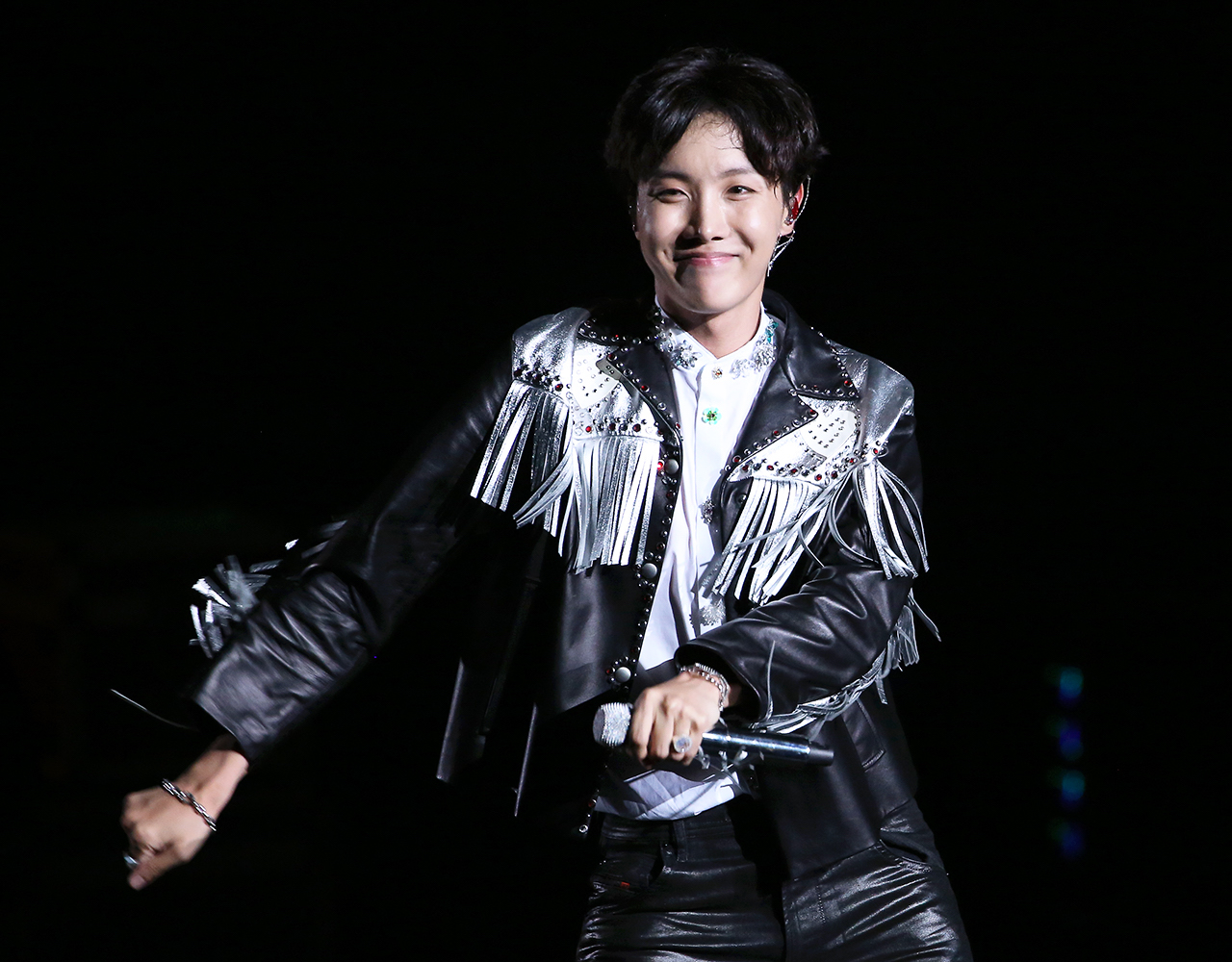
Хосок на концерті BTS туру «LOVE YOURSELF» у Сеулі.

1 березня 2018 Джей-Хоуп випустив свій перший мікстейп Hope World разом із кліпом на пісню «Daydream», а 6 березня — «Airplane». Мікстейп, що демонструє виняткову творчість, справжню індивідуальність та цілісне відчуття напрямку, дебютував на 63-ій позиції та досяг 38-ї в чарті «Billboard 200», ставши на ту мить першим альбомом корейського соліста, який досяг такої високої сходинки. «Hope World» також посів 35-у позицію в чарті «Canadian Albums» та 19-у в «US Top Rap Albums». Три пісні з мікстейпу — «Daydream», «Hope World» та «Hangsang» — посіли 3-у, 16-у й 24-у сходинки в чарті «World Digital Songs» відповідно, а наступного тижня піднялися до 1-ї, 6-ї та 11-ї позицій разом із трьома цифровими треками («Airplane», «Base Line» «P.O.P (Piece of Peace) pt.1»), які посіли 5-у, 6-у та 12-у сходинки.
«Daydream», посівши верхівки чартів, зробила Хосока одним з десяти корейських виконавців, включаючи його гурт BTS, що досягли першої сходинки. Завдяки успіху свого дебютного соло 10 березня він став третім у чарті «Emerging Artists» та 97-им в «Artist 100», а через тиждень піднявся до 91-ї сходинки. Хосок став п'ятим корейським артистом та другим сольним виконавцем після PSY, що потрапив до чарту «Artist 100». «Hope World» опинився в чартах десяти країн по всьому світу, а пісня «Daydream» — у трьох.У підсумковому рейтингу «World Albums» журналу Billboard цей трек посів п'яте місце.
27 вересня 2019 року Хосок разом з американською співачкою Беккі Джі випустив безкоштовний сингл «Chicken Noodle Soup». Трек дебютував на 81-ій сходинці чарту «Billboard Hot 100», отримав 9,7 мільйонів стримів та 11000 завантажень лише за тиждень. Через такий результат репер став першим мембером BTS та третім корейським виконавцем (після PSY і CL), що потрапив до «Hot 100» як соло-співак, і шостим корейським виконавцем у цьому списку загалом. Також «Chicken Noodle Soup» посіла першу сходинку у чарті «World Digital Songs» — це друге подібне досягнення Хосока після «Daydream» у 2018 році.
У січні 2020 року Хосок став офіційним членом Корейської асоціації музичних авторських прав.
На третю річницю свого мікстейпу, Джей-Хоуп випустив повну, трихвилинну версію треку «Blue Side (Outro)». 1 березня 2021 року пісня була завантажена на сторінку BTS у «Soundcloud» для безкоштовного прослуховування.

## Творчість

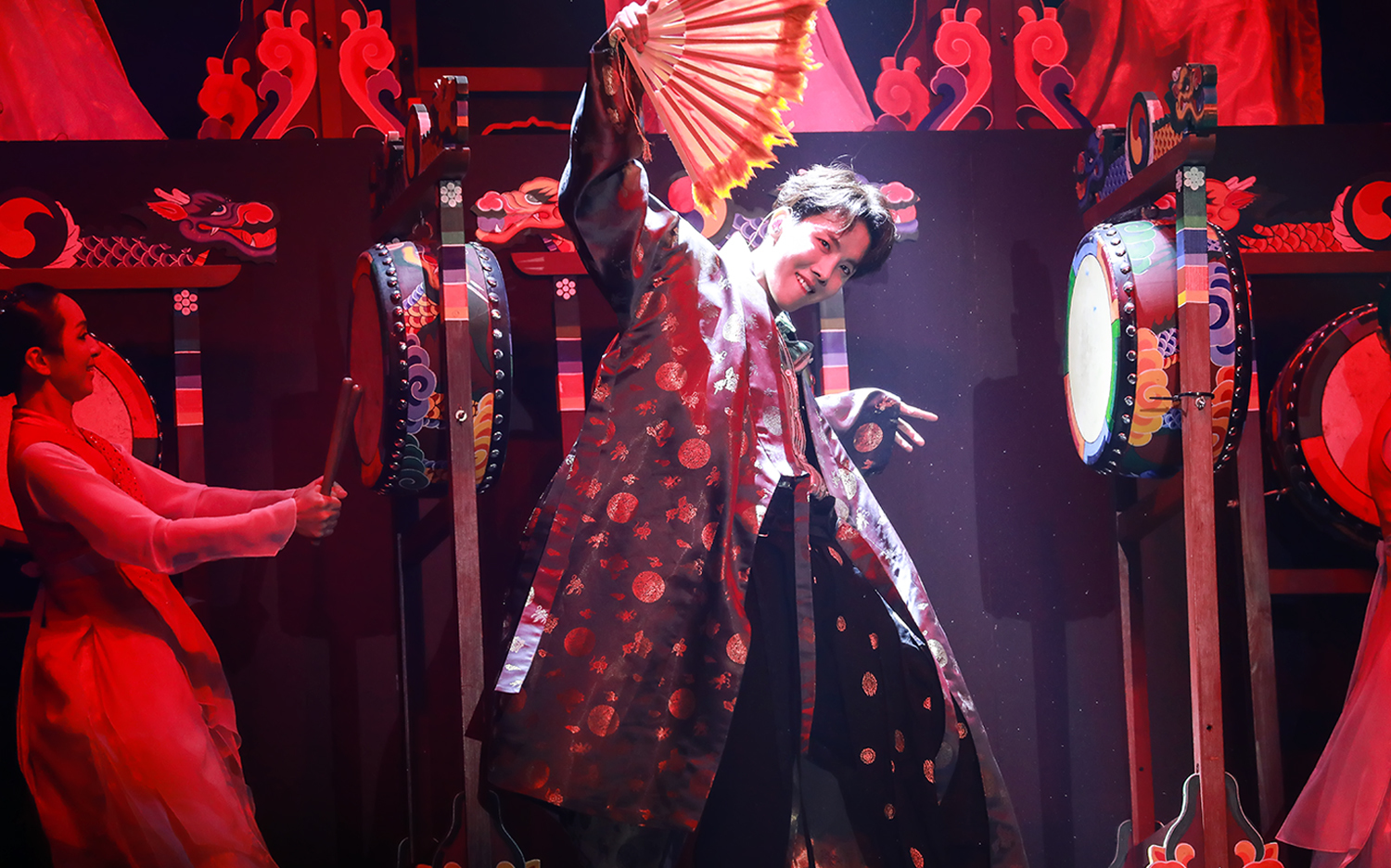
Хосок на «MelOn Music Awards 2018»

Хосока описують як людину, що створює життєрадісні та енергійні виступи і музику. Його мікстейп «Hope World» виявляє «надію та кар'єрні спрямування, ніби роман про життя співака» та містить різноманітні музичні жанри, серед яких сінт-поп, треп, хаус, альтернативний хіп-хоп, фанк-соул та елементи ретро". Джефф Бенджамін із музичної медіакомпанії «Fuse» написав про фінальний трек мікстейпу, «Blue Side», що він «змушує слухачів гадати, чого чекати від Джей-Хоупа далі». Журнал «Billboard» похвалив тексти пісень мікстейпу, зокрема у головній композиції «Daydream», за обговорення труднощів, з якими стикаються айдоли в своїй кар'єрі, численні літературні посилання та веселе викладення серйозних тем.
Хосок каже, що на стиль мікстейпу вплинули пригодницький роман Жуля Верна «20 000 льє під водою», науково-фантастичний «Путівник Галактикою» Дугласа Адамса та музика американських реперів Kyle, Aminé та Joey Badass. В інтерв'ю журналу Time співак зазначив, що основою для більшості текстів пісень була ідея злагоди: «це було б фантастично — через свою музику стати частиною чиєїсь власної злагоди». Ідея «представляти молоде покоління» також вплинула на його музику в BTS.

## Вплив
Пост Хосока у Твіттері з відео, на якому він бере участь у челенджі Дрейка «In My Feelings Challenge», набрав найбільшу кількість вподобань у 2018 році.
У липні 2021 року президент Південної Кореї Мун Чжеін призначив Хосока та інших членів гурту BTS спеціальними представниками у справах майбутніх поколінь та культури, щоб вони допомогли очолити наступні покоління у таких глобальних питаннях як сталий розвиток та покращити дипломатичні зусилля Південної Кореї і статус в інтернаціональній спільноті.

## Особисте життя
У 2016 році співак придбав власну квартиру у престижному районі Сеулу за 6 мільйонів доларів, але продовжує жити разом з іншими учасниками гурту.
У березні 2019 року разом із Юнґі та Намджуном, учасниками BTS, він вступив у кібер-університет Ханьян на магістерську програму з ділового адміністрування в рекламі та медіа.

## Благодійність
18 лютого 2019 року Хосок пожертвував 100 000 000 вон (що дорівнює приблизно 89 000 доларів) дитячому фонду Кореї на підтримку учнів своєї альма-матер. У грудні 2018 року він також робив внесок у розмірі 150 000 000 вон (приблизно 133 000 доларів) у цей фонд, але просив залишити його ім'я у таємниці. У грудні 2019 року пожертвував ще 100 мільйонів вон. 17 листопада 2020 року Хосок пожертвував 100 мільйонів вон на підтримку дітей, які опинилися в скрутному матеріальному становищі через пандемію COVID-19. 18 лютого 2021 року пожертвував 150 мільйонів вон на підтримку дітей з вадами слуху та зору. 4 травня, на Дитячий день, він пожертвував ще 100 мільйонів вон на покриття витрат на опалення для дітей у малозабезпечених сім'ях та дитсадках, а також на медичні витрати для пацієнтів в педіатрії. Сумарно з 2018 року Джей-Хоуп витратив на благодійність більше 800 мільйонів вон.

## Дискографія

### Студійні альбоми
| Назва           | Деталі                                                                           | Пікові позиції у чартах | Пікові позиції у чартах | Пікові позиції у чартах | Пікові позиції у чартах | Пікові позиції у чартах | Пікові позиції у чартах | Пікові позиції у чартах | Пікові позиції у чартах | Пікові позиції у чартах | Продажі                                                 | Сертифікації     |
| Назва           | Деталі                                                                           | KOR                     | AUS                     | BEL (FL)                | CAN                     | FIN                     | JPN Hot                 | NZ                      | UK                      | US                      | Продажі                                                 | Сертифікації     |
| --------------- | -------------------------------------------------------------------------------- | ----------------------- | ----------------------- | ----------------------- | ----------------------- | ----------------------- | ----------------------- | ----------------------- | ----------------------- | ----------------------- | ------------------------------------------------------- | ---------------- |
| Jack in the Box | - Реліз: 15 липня 2022 - Лейбл: Big Hit - Формат: Цифрове завантаження, стриминг | 3                       | 27                      | 36                      | 43                      | 3                       | 11                      | 30                      | 67                      | 17                      | - Японія: 5,864 - Південна Корея: 543,349 - США: 25,000 | - KMCA: Platinum |

### Мікстейпи
| Назва      | Деталі                                                                            | Пікові позиції у чартах | Пікові позиції у чартах | Пікові позиції у чартах | Пікові позиції у чартах | Пікові позиції у чартах | Пікові позиції у чартах | Пікові позиції у чартах | Пікові позиції у чартах | Пікові позиції у чартах | Пікові позиції у чартах | Продажі       |
| Назва      | Деталі                                                                            | AUS                     | CAN                     | FRA                     | JPN Hot                 | NLD                     | NOR                     | NZ                      | SWE                     | US                      | US World                | Продажі       |
| ---------- | --------------------------------------------------------------------------------- | ----------------------- | ----------------------- | ----------------------- | ----------------------- | ----------------------- | ----------------------- | ----------------------- | ----------------------- | ----------------------- | ----------------------- | ------------- |
| Hope World | - Реліз: 2 березня 2018 - Лейбл: Big Hit - Формат: Цифрове завантаження, стриминг | 13                      | 35                      | 160                     | 13                      | 34                      | 14                      | 23                      | 30                      | 38                      | 1                       | - США: 21,000 |

### Сингли

#### Як головний виконавець
| Назва                                                                            | Рік  | Пікові позиції у чартах | Пікові позиції у чартах | Пікові позиції у чартах | Пікові позиції у чартах | Пікові позиції у чартах | Пікові позиції у чартах | Пікові позиції у чартах | Пікові позиції у чартах | Пікові позиції у чартах | Пікові позиції у чартах | Продажі                                           | Альбом            |
| Назва                                                                            | Рік  | KOR                     | CAN                     | HUN                     | IRE                     | JPN Hot                 | NZ Hot                  | UK                      | US                      | US World                | WW                      | Продажі                                           | Альбом            |
| -------------------------------------------------------------------------------- | ---- | ----------------------- | ----------------------- | ----------------------- | ----------------------- | ----------------------- | ----------------------- | ----------------------- | ----------------------- | ----------------------- | ----------------------- | ------------------------------------------------- | ----------------- |
| «Daydream» (кор. 백일몽)                                                         | 2018 | —                       | —                       | —                       | —                       | 80                      | —                       | —                       | —                       | 1                       | —                       | - US: 5,000                                       | Hope World        |
| «Airplane»                                                                       | 2018 | —                       | —                       | —                       | —                       | —                       | —                       | —                       | —                       | 5                       | —                       | Н/Д                                               | Hope World        |
| «Chicken Noodle Soup» (featuring Becky G)                                        | 2019 | —                       | 55                      | —                       | 80                      | —                       | 13                      | 82                      | 81                      | 1                       | —                       | - США: 11,000                                     | Сингл без альбому |
| «More»                                                                           | 2022 | 98                      | 75                      | —                       | 75                      | —                       | 6                       | 70                      | 82                      | 1                       | 15                      | - Японія: 1,849 (Dig.) - США: 12,000 - WW: 26,000 | Jack in the Box   |
| «Arson» (방화)                                                                   | 2022 | 149                     | —                       | —                       | —                       | —                       | 9                       | —                       | 96                      | 1                       | 38                      |                                                   | Jack in the Box   |
| «On the Street» (with J. Cole)                                                   | 2023 | 36                      | 58                      | 2                       | 57                      | 75                      | 4                       | 37                      | 60                      | —                       | 16                      | - Японія: 9,622 (Dig.)                            | Сингл без альбому |
| «—» релізи, що не потрапили у чарти або не були випущені у відповідних регіонах. |      |                         |                         |                         |                         |                         |                         |                         |                         |                         |                         |                                                   |                   |

#### Як запрошений виконавець
| Назва                                                                            | Рік  | Peak chart positions | Peak chart positions | Peak chart positions | Peak chart positions | Peak chart positions | Peak chart positions | Продажі                   | Альбом            |
| Назва                                                                            | Рік  | KOR                  | HUN                  | JPN Dig.             | NZ Hot               | US World             | WW                   | Продажі                   | Альбом            |
| -------------------------------------------------------------------------------- | ---- | -------------------- | -------------------- | -------------------- | -------------------- | -------------------- | -------------------- | ------------------------- | ----------------- |
| «Animal» (Radio Edit) Jo Kwon featuring J-Hope                                   | 2012 | 36                   | —                    | —                    | —                    | —                    | —                    | - Південна Корея: 166,354 | I'm Da One        |
| «Rush Hour» (Crush featuring J-Hope)                                             | 2022 | 4                    | 17                   | 47                   | 17                   | 1                    | 102                  | - Японія: 1,509 (Dig.)    | Сингл без альбому |
| «—» релізи, що не потрапили у чарти або не були випущені у відповідних регіонах. |      |                      |                      |                      |                      |                      |                      |                           |                   |

### Інші пісні у чартах
| Назва                                                                            | Рік  | Peak chart positions | Peak chart positions | Peak chart positions | Peak chart positions | Peak chart positions | Продажі                  | Альбом                |
| Назва                                                                            | Рік  | KOR                  | CAN Dig.             | HUN                  | UK Dig.              | US World             | Продажі                  | Альбом                |
| -------------------------------------------------------------------------------- | ---- | -------------------- | -------------------- | -------------------- | -------------------- | -------------------- | ------------------------ | --------------------- |
| «Intro: Boy Meets Evil»                                                          | 2016 | 31                   | —                    | —                    | —                    | 9                    | - Південна Корея: 54,404 | Wings                 |
| «Mama»                                                                           | 2016 | 22                   | —                    | —                    | —                    | 13                   | - Південна Корея: 83,332 | Wings                 |
| «Base Line»                                                                      | 2018 | —                    | —                    | —                    | —                    | 8                    | Н/Д                      | Hope World            |
| «Hangsang» (featuring Supreme Boi)                                               | 2018 | —                    | —                    | —                    | —                    | 11                   | Н/Д                      | Hope World            |
| «Hope World»                                                                     | 2018 | —                    | —                    | —                    | —                    | 5                    | Н/Д                      | Hope World            |
| «P.O.P (Piece of Peace) pt.1»                                                    | 2018 | —                    | —                    | —                    | —                    | 12                   | Н/Д                      | Hope World            |
| «Trivia: Just Dance»                                                             | 2018 | 42                   | —                    | 12                   | 61                   | 7                    | - США: 10,000            | Love Yourself: Answer |
| «Pandora's Box»                                                                  | 2022 | —                    | —                    | —                    | —                    | 4                    | Н/Д                      | Jack in the Box       |
| «Stop»                                                                           | 2022 | —                    | —                    | —                    | —                    | 7                    | Н/Д                      | Jack in the Box       |
| «= (Equal Sign)»                                                                 | 2022 | —                    | 42                   | —                    | —                    | 2                    | Н/Д                      | Jack in the Box       |
| «What If…»                                                                       | 2022 | —                    | 49                   | —                    | —                    | 6                    | Н/Д                      | Jack in the Box       |
| «Safety Zone»                                                                    | 2022 | —                    | —                    | —                    | —                    | 3                    | Н/Д                      | Jack in the Box       |
| «Future»                                                                         | 2022 | —                    | 50                   | —                    | —                    | 5                    | Н/Д                      | Jack in the Box       |
| «Huh?!» (Agust D featuring J-Hope)                                               | 2023 | —                    | 28                   | —                    | —                    | 3                    | Н/Д                      | D-Day                 |
| «—» релізи, що не потрапили у чарти або не були випущені у відповідних регіонах. |      |                      |                      |                      |                      |                      |                          |                       |

### Інші пісні
| Назва         | Рік  | Формат                         | Нотатки      | Прим.  |
| ------------- | ---- | ------------------------------ | ------------ | ------ |
| «1 Verse»     | 2015 | Цифрове завантаження, стриминг | Н/Д          | [ 88 ] |
| «Ddaeng (땡)» | 2018 | Цифрове завантаження, стриминг | з RM та Suga | [ 89 ] |
| «Blue Side»   | 2021 | Цифрове завантаження, стриминг | Н/Д          | [ 90 ] |

## Авторство в написанні композицій

### 2013—2014
| Рік  | Альбом                                    | Артист | Пісня                        |
| ---- | ----------------------------------------- | ------ | ---------------------------- |
| 2013 | 2 Cool 4 Skool                            | BTS    | «We Are Bulletproof Pt. 2»   |
| 2013 | 2 Cool 4 Skool                            | BTS    | «No More Dream»              |
| 2013 | 2 Cool 4 Skool                            | BTS    | «I Like It»                  |
| 2013 | O!RUL8,2?                                 | BTS    |                              |
| 2013 | «We On»                                   | BTS    |                              |
| 2013 | «If I Ruled the World»                    | BTS    |                              |
| 2013 | «Coffee»                                  | BTS    |                              |
| 2013 | «BTS Cypher Pt. 1»                        | BTS    |                              |
| 2013 | «Attack on Bangtan»                       | BTS    |                              |
| 2013 | «Satoori Rap»                             | BTS    |                              |
| 2014 | Skool Luv Affair                          | BTS    |                              |
| 2014 | Skool Luv Affair                          | BTS    | «Intro: Skool Luv Affair»    |
| 2014 | Skool Luv Affair                          | BTS    | «Where Did You Come From?»   |
| 2014 | Skool Luv Affair                          | BTS    | «Just One Day»               |
| 2014 | Skool Luv Affair                          | BTS    | «Tomorrow»                   |
| 2014 | Skool Luv Affair                          | BTS    | «BTS Cypher Pt. 2: Triptych» |
| 2014 | Skool Luv Affair                          | BTS    | «Jump»                       |
| 2014 | Skool Luv Affair                          | BTS    | «Miss Right»                 |
| 2014 | Skool Luv Affair                          | BTS    | «I Like It (Slow Jam Remix)» |
| 2014 | Dark &amp; Wild                           | BTS    |                              |
| 2014 | «Danger»                                  | BTS    |                              |
| 2014 | «War of Hormone»                          | BTS    |                              |
| 2014 | «Hip Hop Lover»                           | BTS    |                              |
| 2014 | «Let Me Know»                             | BTS    |                              |
| 2014 | «Rain»                                    | BTS    |                              |
| 2014 | «BTS Cypher Pt.3: Killer ft. Supreme Boi» | BTS    |                              |
| 2014 | «What Are You Doing?»                     | BTS    |                              |
| 2014 | «Would You Turn off Your Cellphone?»      | BTS    |                              |
| 2014 | «Blanket Kick»                            | BTS    |                              |
| 2014 | «24/7=Heaven»                             | BTS    |                              |
| 2014 | «Look Here»                               | BTS    |                              |
| 2014 | «2nd Grade»                               | BTS    |                              |
| 2014 | Wake Up                                   | BTS    |                              |
| 2014 | «The Stars»                               | BTS    |                              |
| 2014 | «I Like It Pt. 2»                         | BTS    |                              |
| 2014 | «Wake Up»                                 | BTS    |                              |

### 2015
| Рік  | Альбом                                    | Артист    | Пісня           |
| ---- | ----------------------------------------- | --------- | --------------- |
| 2015 | The Most Beautiful Moment in Life, Part 1 | BTS       |                 |
| 2015 | The Most Beautiful Moment in Life, Part 1 | BTS       | «I Need U»      |
| 2015 | The Most Beautiful Moment in Life, Part 1 | BTS       | «Hold Me Tight» |
| 2015 | The Most Beautiful Moment in Life, Part 1 | BTS       | «Dope»          |
| 2015 | The Most Beautiful Moment in Life, Part 1 | BTS       | «Boyz with Fun» |
| 2015 | The Most Beautiful Moment in Life, Part 1 | BTS       | «Converse High» |
| 2015 | The Most Beautiful Moment in Life, Part 1 | BTS       | «Moving On»     |
| 2015 | The Most Beautiful Moment in Life, Part 2 | BTS       |                 |
| 2015 | «Run»                                     | BTS       |                 |
| 2015 | «Butterfly»                               | BTS       |                 |
| 2015 | «Whalien 52»                              | BTS       |                 |
| 2015 | «My City»                                 | BTS       |                 |
| 2015 | «Dead Leaves»                             | BTS       |                 |
| 2015 | Н/Д                                       | Джей-Хоуп | «1 Verse»       |

### 2016
| Рік  | Альбом                                           | Артист | Пісня                        |
| ---- | ------------------------------------------------ | ------ | ---------------------------- |
| 2016 | The Most Beautiful Moment in Life: Young Forever | BTS    |                              |
| 2016 | The Most Beautiful Moment in Life: Young Forever | BTS    | «Butterfly (Prologue Remix)» |
| 2016 | The Most Beautiful Moment in Life: Young Forever | BTS    | «Run (Ballad Mix)»           |
| 2016 | The Most Beautiful Moment in Life: Young Forever | BTS    | «Run (Dance Mix)»            |
| 2016 | The Most Beautiful Moment in Life: Young Forever | BTS    | «Epilogue: Young Forever»    |
| 2016 | The Most Beautiful Moment in Life: Young Forever | BTS    | «Fire»                       |
| 2016 | The Most Beautiful Moment in Life: Young Forever | BTS    | «Save Me»                    |
| 2016 | Youth                                            | BTS    |                              |
| 2016 | «Introduction: Youth»                            | BTS    |                              |
| 2016 | «Good Day»                                       | BTS    |                              |
| 2016 | «Wishing on A Star»                              | BTS    |                              |
| 2016 | «For You»                                        | BTS    |                              |
| 2016 | Wings                                            | BTS    |                              |
| 2016 | «Intro: Boy Meets Evil»                          | BTS    |                              |
| 2016 | «Blood Sweat & Tears»                            | BTS    |                              |
| 2016 | «MAMA»                                           | BTS    |                              |
| 2016 | «Awake»                                          | BTS    |                              |
| 2016 | «BTS Cypher Pt. 4»                               | BTS    |                              |
| 2016 | «Two! Three!»                                    | BTS    |                              |
| 2016 | «Interlude: Wings»                               | BTS    |                              |

### 2017
| Рік  | Альбом                      | Артист | Пісня                                         |
| ---- | --------------------------- | ------ | --------------------------------------------- |
| 2017 | Wings: You Never Walk Alone | BTS    |                                               |
| 2017 | Wings: You Never Walk Alone | BTS    | «Outro: Wings»                                |
| 2017 | Wings: You Never Walk Alone | BTS    | «A Supplementary Story: You Never Walk Alone» |
| 2017 | LOVE YOURSELF 承 'Her'      | BTS    |                                               |
| 2017 | «DNA»                       | BTS    |                                               |
| 2017 | «Best of Me»                | BTS    |                                               |
| 2017 | «Outro: Her»                | BTS    |                                               |
| 2017 | «Pied Piper»                | BTS    |                                               |
| 2017 | «Sea»                       | BTS    |                                               |

### 2018
| Рік  | Альбом        | Артист    | Пісня                                 |
| ---- | ------------- | --------- | ------------------------------------- |
| 2018 | World Hope    | Джей-Хоуп |                                       |
| 2018 | World Hope    | Джей-Хоуп | «World Hope»                          |
| 2018 | World Hope    | Джей-Хоуп | «P. O. P (Piece of Peace) pt. 1»      |
| 2018 | World Hope    | Джей-Хоуп | «Daydream»                            |
| 2018 | World Hope    | Джей-Хоуп | «Base Line»                           |
| 2018 | World Hope    | Джей-Хоуп | «HANGSANG»                            |
| 2018 | World Hope    | Джей-Хоуп | «Airplane»                            |
| 2018 | World Hope    | Джей-Хоуп | «Blue Side (Outro)»                   |
| 2018 | Face Yourself | BTS       |                                       |
| 2018 | Face Yourself | BTS       | «Intro: Ringwanderung»                |
| 2018 | Face Yourself | BTS       | «Best of Me (Japanese ver.)»          |
| 2018 | Face Yourself | BTS       | «Blood Sweat & Tears (Japanese ver.)» |
| 2018 | Face Yourself | BTS       | «Mic Drop (Japanese ver.)»            |

### 2021
| Рік  | Альбом | Артист    | Пісня       |
| ---- | ------ | --------- | ----------- |
| 2021 | Н/Д    | Джей-Хоуп | «Blue Side» |

## Галерея

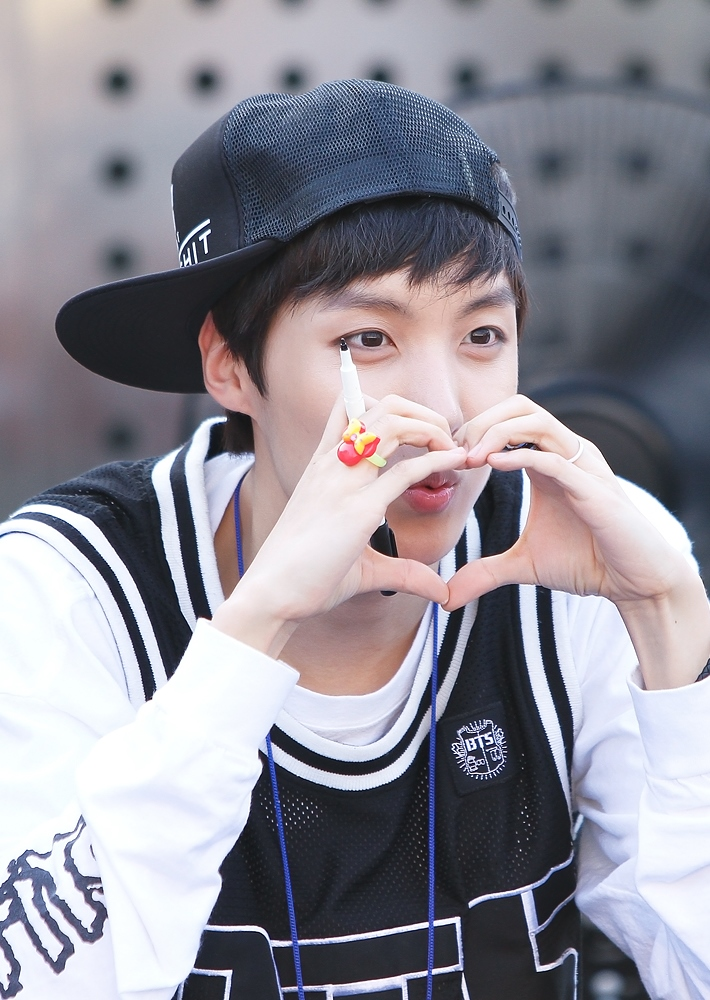
2013
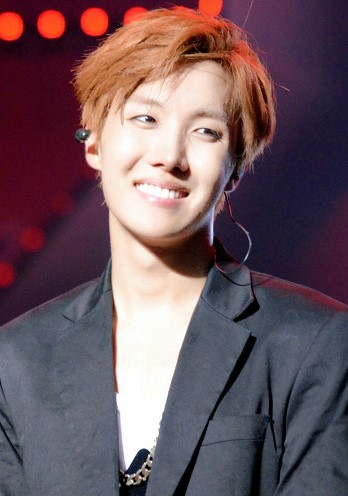
2014
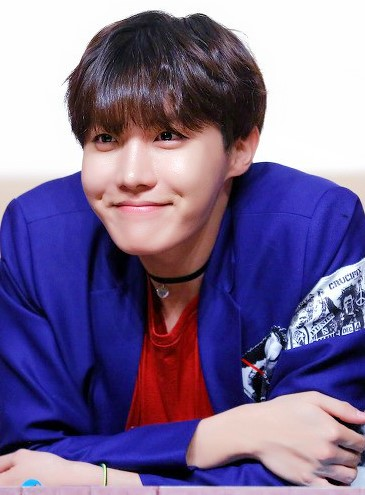
2015
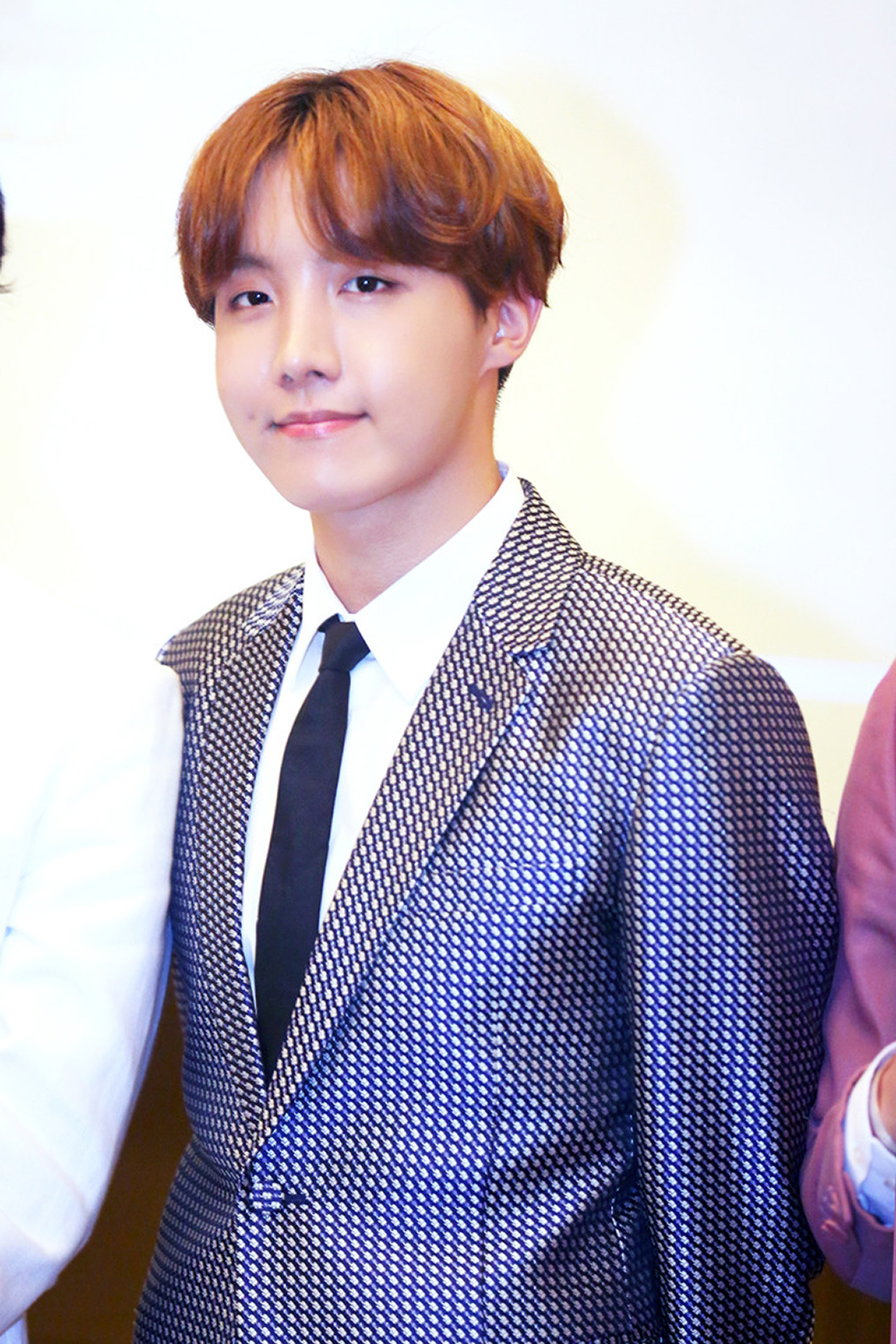
2016
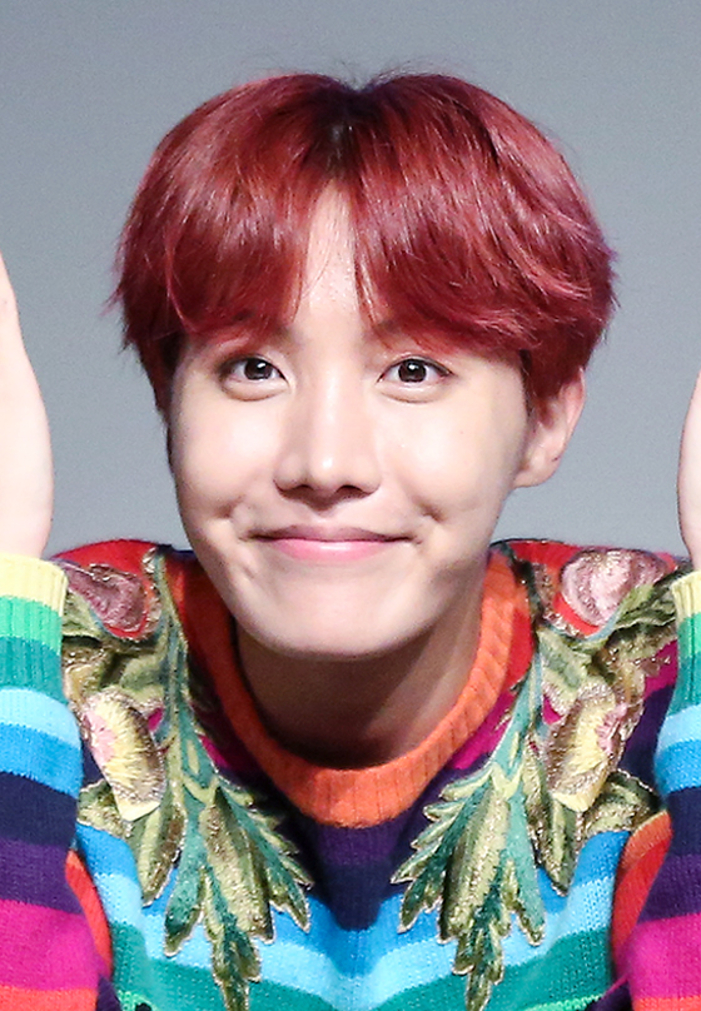
2017
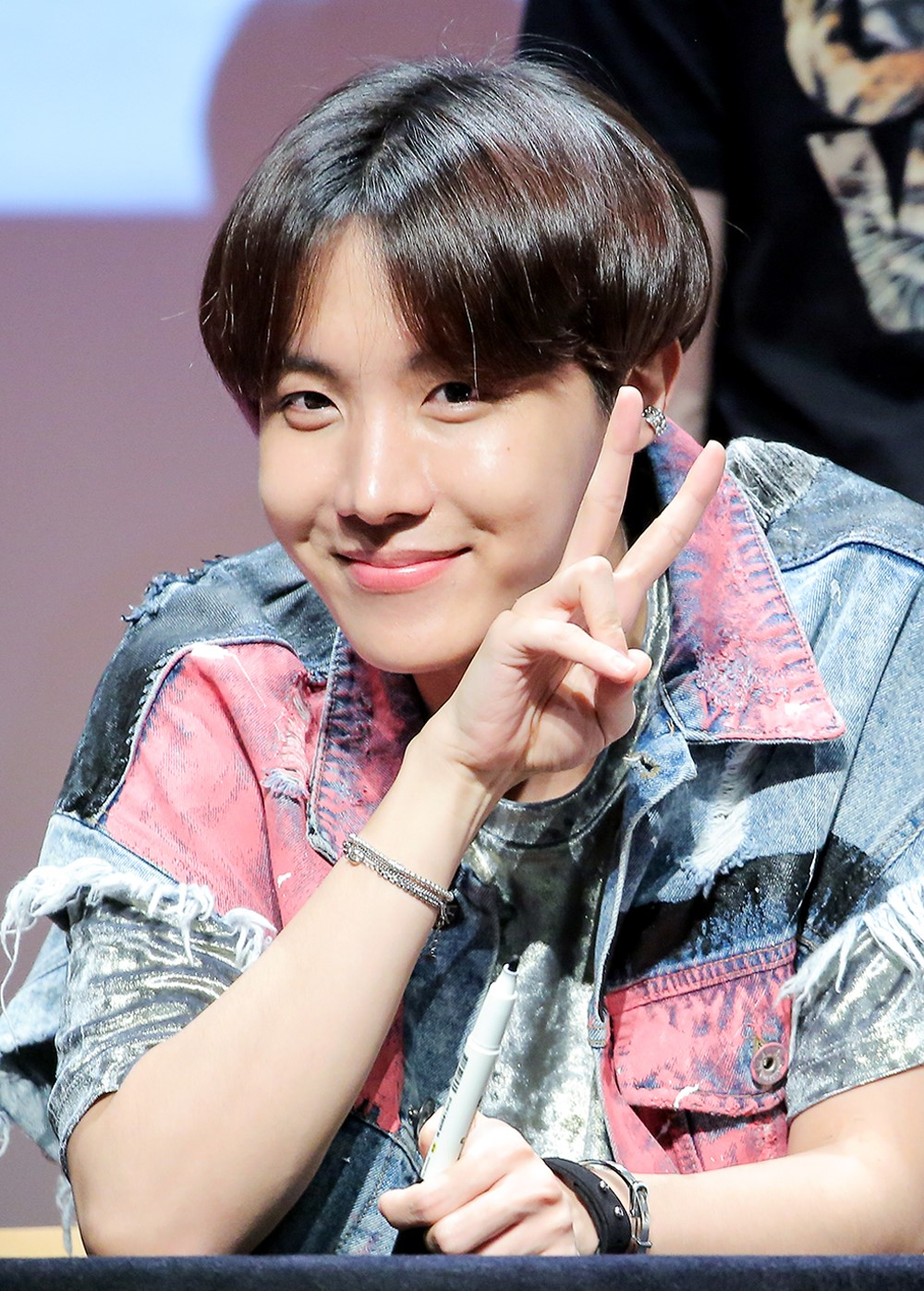
2018
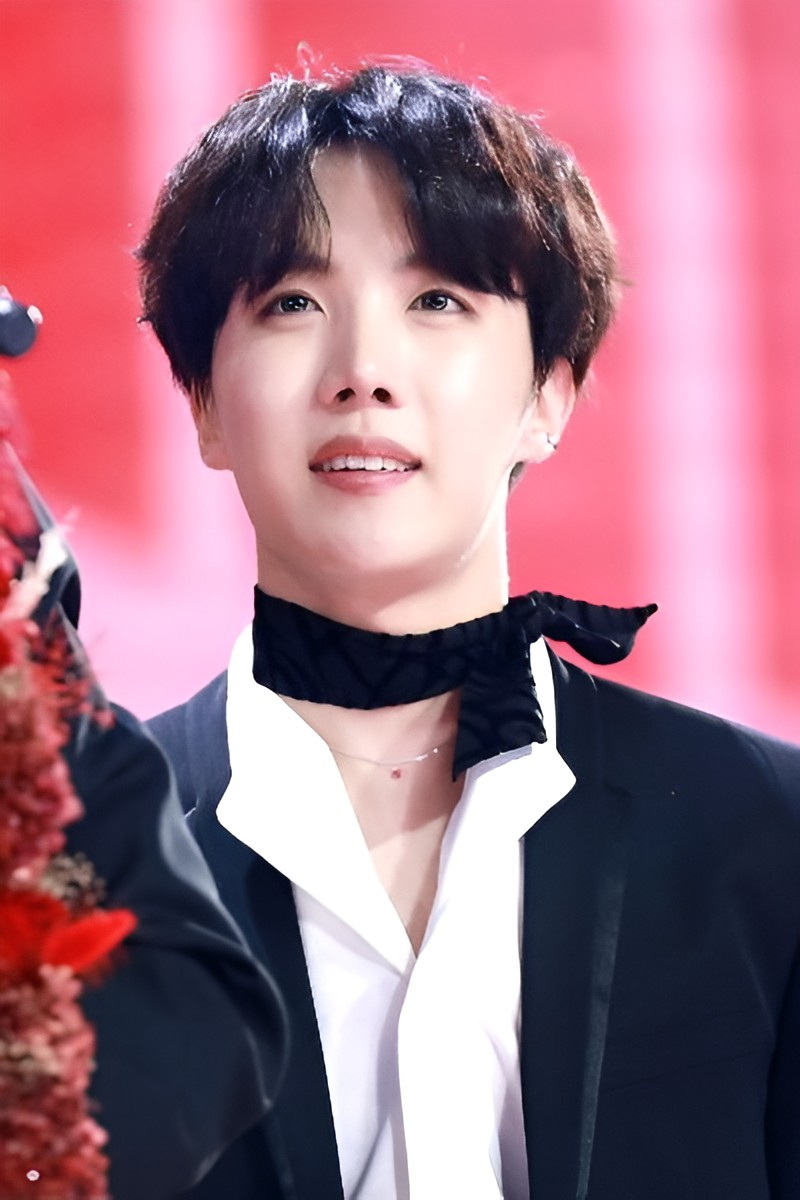
2019

## Нотатки
1. ↑  «Daydream» peaked at number seven on the NZ Heatseeker Singles Chart[64].
2. ↑  «Arson» did not enter the Canadian Hot 100, but peaked at number 27 on the Canadian Digital Song Sales chart[69].
3. ↑  «On the Street» did not enter the World Digital Songs Sales chart, but debuted at number two on the Digital Songs chart[71].